# 보크스

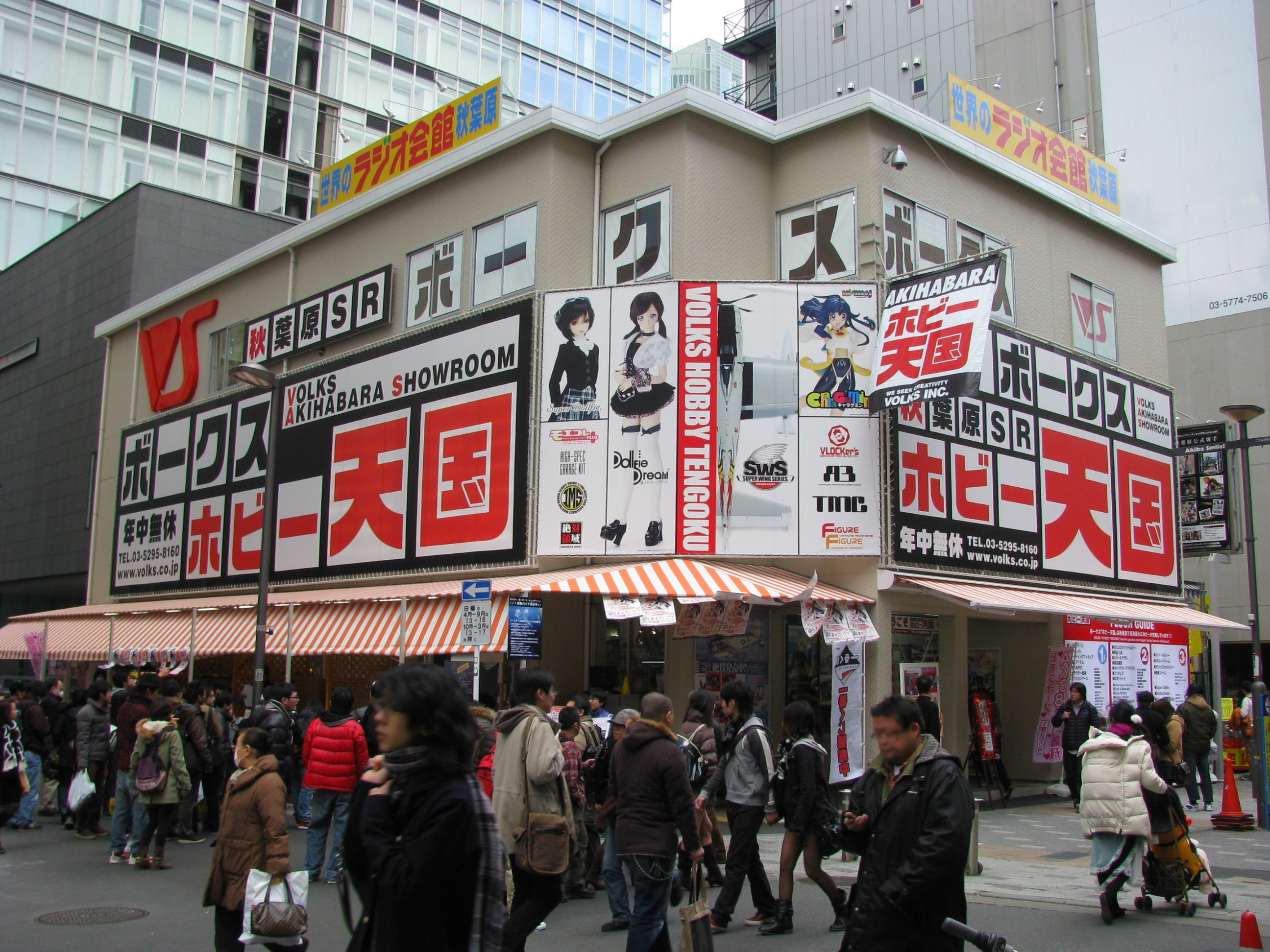

주식회사 보크스(Volks Inc.)는 일본의 피규어, 구체관절 인형 제작 회사이다. 최초로 구체관절 인형을 상업화하고 대중화하여 현대 구체관절인형의 시초가 되는 업체이기도 하다.
한국에서는 2004년 서울 홍대 부근 금광빌딩 5층에 보크스 코리아를 입점시켰으며, 또한 슈퍼돌피와 돌피드림 전문 가게인 텐시노 스미카도 같은 건물 3층에 입점시켜 운영하였다. 그러나 건물세 대비 수익 악화 등으로 3층으로 통폐합해 운용하다 2017년 10월 폐점했다. 그리고 2018년 8월 온라인 파트너샵인 하루하나가 그 지위를 대체했다.